# Alexander Woiski
Alexander Woiski Pioletti, (Palma de Mallorca, 17 de marzo de 2006) es un futbolista argentino nacido en España. Juega de delantero en el Club Atlético River Plate de la Primera División de Argentina.

## Trayectoria

### Formación en España
Comenzó a jugar al fútbol en su escuela y en los típicos torneos intercolegiales, dónde fue visto por los captadores de talentos del RCD Mallorca. Allí realizó todas las divisiones inferiores, pasando por las categorías sub-19 y reserva del equipo. Alternó algunos entrenamientos con la Primera en 2024. En julio de 2025 acordó la finalización de su contrato.

### River Plate
El 12 de julio de 2025, Alex firmó su primer contrato para ser jugador de River Plate hasta diciembre de 2027, con una cláusula de rescisión de 100 millones de euros.

## Selección nacional

### Sub-20
Fue convocado por Diego Placente para disputar el Campeonato Sudamericano Sub-20 de 2025 en Venezuela. En dicho torneo disputó 3 partidos y sufrió una dura lesión que lo dejó varios meses inactivo.
| Torneo                         | Sede      | Resultado     | Partidos | Goles |
| ------------------------------ | --------- | ------------- | -------- | ----- |
| Campeonato Sudamericano Sub-20 | Venezuela | Segundo lugar | 3        | 0     |

## Vida personal
Aunque nació en España, tiene raíces argentinas a través de su madre, Laura Pioletti, quien es oriunda de Mar del Plata. Woiski ha expresado su conexión con Argentina y ha elegido representar al país en el ámbito futbolístico.